# Distonia focal
A distonia focal é um tipo de distonia que afeta um músculo ou grupo de músculos numa parte específica do corpo - daí o termo focal -, causando flexões ou extensões musculares indesejadas e involuntárias que geram posturas anómalas, por vezes incômodas.. A distonia focal pode afetar músculos dos olhos, boca, cordas vocais, pescoço, mãos e pés.
Alguns tipos de distonia focal incluem:
- Blefaroespasmo — Afeta os olhos
- Cervical (torcicolo espasmódico) — Afeta o pescoço e ombros
- Oromandibular (distonia craniana) — Afeta a cara, boca e/ou mandíbula
- Laríngea (distonia espasmódica) — Afeta as cordas vocais
- Da mão (cãibra do escritor) — Afeta as mãos e o antebraço
- Do músico — Afeta qualquer parte do corpo que impeça o músico de executar corretamente o instrumento.

## Causas
A medicina atual classifica a distonia como idiopática, ou seja, sem causa definida. Alguns pesquisadores já propuseram uma forte ligação causal entre distonia focal e lesão por esforço repetitivo (LER), mas essa relação ainda é obscura. Há uma aceitação crescente de que a distonia focal está principalmente relacionada a mudanças nas partes do cérebro que controlam e coordenam os movimentos, principalmente no córtex sensorial primário - região da camada mais externa do cérebro, responsável por receber informações sensoriais do corpo, como frio, calor, dor, toque, vibração, etc. 
Esta região do cérebro é organizada em um mapa - vulgarmente chamado de “homúnculo sensorial”, pois sua representação é a de um pequeno homem com mãos e cabeça muito maiores que o resto do corpo, ilustrando assim o grau de sensibilidade de cada região. Em condições normais, cada parte do corpo (como os dedos) ocupa uma área distinta e definida desse mapa, mas em cérebros distônicos, essas divisões se confundem. O estudo dessas modificações se iniciou com o treinamento de primatas para realizarem movimentos repetitivos com os dedos. Os resultados disso demonstraram uma grande distorção nas representações corticais destes membros, quando comparados com animais não treinados. 
Estudos de imagem em humanos com distonia focal confirmaram esta descoberta. Do mesmo modo, a estimulação aferente síncrona de músculos periféricos induzem a uma mudança organizacional das representações motoras, caracterizada tanto por um aumento da representação cortical desses músculos, quanto pela redução das divisões das representações das partes do corpo, como avaliado através de estimulação transcraniana magnética.
Em outras áreas do cérebro responsáveis pelo controle motor, como os gânglios da base e o córtex pré-motor, também foram identificadas modificações decorrentes da distonia. Há também a hipótese de que a deficiência na inibição de músculos antagônicos à realização de determinados movimentos é causada por uma perda dos interneurônios que realizam essa função, provocada por fatores genéticos. 
Apesar de geralmente indolor, em alguns casos a contração constante e a postura anormal dos músculos podem ser dolorosas. A distonia focal afeta, principalmente, pessoas que desenvolvem habilidades motoras refinadas - músicos, escritores, cirurgiões, etc. Ela também é, geralmente, específica de uma atividade: um pianista, por exemplo, pode ter distonia relacionada à performance do instrumento, mas não apresentar nenhum sintoma ao digitar palavras no computador (apesar de utilizar vários músculos em comum nas duas atividades). 

## Tratamentos
No passado, os tratamentos para distonia focal possuíam eficácia limitada devido às dificuldades de se chegar a um diagnóstico preciso da doença, além de identificar suas causas. Uma das coisas que precisa ser levada em consideração é a situação específica do paciente - qual é a área afetada pela desordem, se ele exerce atividade (profissional ou amadora) que está diretamente ligada aos sintomas, entre outras questões. O suporte emocional também é de extrema importância. 
Vários tratamentos com medicamentos são usados, mas a maioria deles foi desenvolvida para outras desordens. Portanto, encontrar um remédio que funcione no tratamento da distonia ainda é uma questão de tentativa e erro, sem contar que, muitos desses remédios funcionam somente como paliativos para a doença. Esse tipo de tratamento, muitas vezes, possui efeitos colaterais significativos, pois os medicamentos atuam interferindo em diferentes classes de neurotransmissores. Os principais tipos de drogas utilizadas são benzodiazepínicos e medicamentos como baclofeno, anticolinérgicos - como Artane -, e drogas que imitam os efeitos da dopamina. 
Outro tipo de tratamento utilizado é a injeção de toxina botulínica (BoNT/A) diretamente nos locais afetados. Esta substância reduz os sintomas da doença, mas não é uma cura, uma vez que a raíz do problema é de ordem neurológica. Mesmo quando o botox é usado com sucesso, os pacientes podem desenvolver anticorpos que irão bloquear seus efeitos.
Há inúmeros tratamentos baseados em retreinamento físico. As técnicas até agora experimentadas baseiam-se na reeducação sensorial da mão, sozinha ou em conjunto com exercícios motores, e são projetadas para exigir atenção mental. O trabalho de vários médicos, como Nancy Byl e Joaquin Farias, mostraram que a reeducação sensório-motor, além da estimulação proprioceptiva, podem induzir a neuroplasticidade, tornando possível que pacientes recuperem funções substanciais que foram perdidas devido à distonia focal. Outra abordagem estudada é a imobilização do membro afetado pela distonia com o uso de tala, visando a redução na representação cortical do mesmo.
O baixista e professor Scott Devine disse que usa luvas para tocar seu instrumento devido a essa condição. Ele acredita que as luvas fazem os movimentos involuntários dos dedos pararem. Apesar de funcionar para ele, não se sabe da eficácia deste método para outras pessoas. 